# Harry Potter i Darovi smrti (igra)
Harry Potter i Darovi smrti: prvi dio  igra je koja se temelji na romanu Harry Potter i Darovi smrti, autorice J.K.Rowling, a kasnije i istoimenom filmu. Igru je razvila i izdala tvrtka EA Games 16. studenoga 2011. Igra je objavljena na sljedećim platformama: Microsoft Windows, Nintendo DS, Wii, PlayStation 3, Xbox 360 i Mobile Version.

## Radnja igre
Harry, Ron i Hermione moraju napustiti Hogwarts i pronaći preostale horkrukse kako bi uništili Voldemorta, no zadatak im nije nimalo lagan. Na putu im se nalaze razni neprijatelji, poput Smrtonoša. Sreća za Trio je da su sa sobom ponijeli svu opremu, jer je bitka polako počinje...

## Lokacije
- Little Whinging
- Jazbina
- Avenija Shaftesbury
- Ministarstvo magije
- Šuma Dean
- Godricov dol
- Vila Malfoyevih
- Grimmauldov trg
- Kuća Bathilde Bagshot

## Likovi

### Glavni likovi
- Harry Potter
- Ron Weasley
- Hermione Granger
- Lord Voldemort

### Sporedni likovi
- Rubeus Hagrid
- Dean Thomas
- Ginny Weasley
- Fred i George Weasley
- Mundungus Fletcher
- Xenophilius Lovegood
- Dolores Umbridge
- Mary Cattermole
- Arthur Weasley
- Luna Lovegood
- Dobby
- Kreacher
- Griphook
- Scabior

### Smrtonoše
- Bellatrix Lestrange
- Draco Malfoy
- Lucius Malfoy

## Čarolije
- Confringo
- Confundo
- Expecto Patronum
- Expelliarmus
- Expulso
- Finite Incantatem
- Usmjeri me!
- Impedimenta
- Petrificus Totalus
- Protego
- Stupefy
- Wingardium Leviosa

Harry Potter i Darovi smrti: drugi dio igra je koja se temelji na romanu Harry Potter i Darovi smrti, autorice J.K.Rowling, a kasnije i istoimenom filmu. Igru je razvila i izdala tvrtka EA Games 12. srpnja 2012. Igra je objavljena na sljedećim platformama: Microsoft Windows, Nintendo DS, Wii, PlayStation 3, Xbox 360.

## Radnja igre
Čarobnjački svijet je u kaosu, a Trio nastoji pronaći preostale Voldemortove horkrukse. Njihov zadatak završava u Hogwartsu, gdje je velika bitka između dobra i zla. Ovo će biti Harryjeva i Voldemortova zadnja borba ikad...

## Lokacije
- Gringotts
- Hogsmeade

Hogwarts:
- Velika dvorana
- Soba potrebe
- Odaja tajni
- Kućica za čamce (The Boathouse)
- Zabranjena šuma
- Vijadukt
- Ulaz u dvorište
- Dvorište tornja sa satom
- Peti kat
- Kameni most
- Veliko stubište

### Spomenute lokacije
- Školjka
- Zakutna ulica (dostupna u DS verziji)
- Ravenclawski toranj
- Medičarnica
- King's Cross
- Limb
- Treći kat
- Sedmi kat

## Likovi

### Igrivi likovi
- Harry Potter: Glavni lik igre
- Ron Weasley: Harryjev najbolji prijatelj, zajedno s Hermione ulazi u Odaju tajni i uništava horkruks
- Hermione Granger: Harryjeva najbolja prijateljica, zajedno s Ronom ulazi u Odaju tajni i uništava horkruks
- Minerva McGonagall: Istjera Snapea iz dvorca, bori se protiv divova
- Molly Weasley: Ubije Bellatrix Lestrange
- Neville Longbottom: Gryffindorovim mačem ubije Nagini, Voldemortovu zmiju
- Ginny Weasley: Bori se protiv Smrtonoša
- Seamus Finnigan: Bori se protiv Smrtonoša
- Lord Voldemort: Bori se protiv Harryja
- Filius Filtwick: (Dostupan samo u DS verziji)

### Sporedni likovi
- Severus Snape
- Rubeus Hagrid
- Dean Thomas
- Luna Lovegood
- Abeforth Dumbledore
- Lavender Brown
- Griphook
- Bogorod
- James Potter
- Lily Potter
- Sirius Black
- Remus Lupin
- Albus Dumbledore

### Smrtonoše
- Bellatrix Lestrange
- Fenrir Greyback
- Alecto Carrow
- Amycus Carrow
- Draco Malfoy
- Gregory Goyle
- Blaise Zabini

## Čarolije
- Omami
- Expelliarmus
- Expulso
- Confringo
- Petrificus Totalus
- Impedimenta
- Avada kedavra (samo Lord Voldemort)